# شذوذات الخلايا البيضية
الخلايا البيضية هي بويضات غير ناضجة تتطور حتى تنضج داخل جريب المبيض. يمكن أن تحدث تشوهات الخلايا البيضية بسبب عدة عوامل، بما في ذلك فشل المبيض المبكر (POI)، وتشوهات النضج الأخرى، وشيخوخة الأمهات، وشذوذات المتقدرات (الميتوكوندريا).

## أسباب شذوذات الخلايا البيضية
يمكن أن تحدث تشوهات الخلايا البيضية بسبب مجموعة متنوعة من العوامل الوراثية التي تؤثر على مراحل مختلفة من الانقسام الاختزالي. علاوة على ذلك، ترتبط الشيخوخة بشذوذات الخلايا البيضية نظرًا لأن عمر الأم العالي يرتبط بانخفاض التعبير الجيني لنقاط تجميع المغزل في الخلايا البيضية والتي تعتبر مهمة في الحفاظ على استقرار الجينوم. يرتبط ارتفاع عمر الأم بزيادة أخطاء الفصل الصبغي أثناء الانقسام الاختزالي أيضًا، مما يؤدي إلى شذوذات الخلايا البيضية.
يبدو أن النظام الغذائي أيضًا ذو تأثير على جودة الخلايا البيضية ويبدو أن اتباع نظام غذائي أفضل يحسن الخصوبة في هذا الجانب. على وجه التحديد، تبين أن تناول مضادات الأكسدة عن طريق الفم بانتظام (خليط من فيتامين C وE) يقلل من التأثير السلبي للشيخوخة على كمية ونوعية الخلايا البيضية في إناث الفئران.
للعلاج الكيميائي تأثير على المبيض وبالتالي على خلايا الخلايا البيضية والخلايا الحبيبية.

### أسباب قصور المبايض المبكر
فشل المبيض المبكر (POI) هو ضعف في المبايض وكيفية عملها قبل سن الأربعين. قد يسببها عدة عوامل، أحدها وراثي. تحدد الجينات وتأثيرها العدد الأولي للبصيلات البدائية، وتؤثر على معدل رتق الجريبات، وعلى سن انقطاع الطمث. مع ظهور تقنيات الفحص الجيني الأكثر تعقيدًا، يبدو أن 20 إلى 25% من حالات فشل المبيض المبكر ذو أصل وراثي. يوجد حالات لا يمكن فيها تحديد أصل الحالة أو تفسيرها، ويُصنف ذلك بأنه مجهول السبب. قد يكون السبب الآخر هو المناعة الذاتية، فأكثر من 20% من النساء المصابات بشذوذات الخلايا البيضية يعانين من أمراض المناعة الذاتية المرتبطة بهذه الحالة، مثل داء غريف أو هاشيموتو. يمكن أن تكون العدوى، مثل النكاف، والسل، والملاريا أيضًا من أسباب شذوذات الخلايا البيضية.

## تشوهات نضج الخلايا البيضية (OMAS)
تحدث تشوهات نضج الخلايا البيضية (OMAS) بشكل متكرر في نسبة صغيرة من النساء المصابات بالعقم. تكون المشكلة في نضوج الخلايا البيضية، في خطوة تطور الخلايا البيضية التي تحدث قبل الإباضة والتلقيح المتتالي.
يجب أن تنضج الخلايا البيضية من أجل الوصول إلى القدرة الإنجابية. حتى سن البلوغ، تبقى الخلايا البيضية في حالة نائمة في بصيلات بدائية. في سن البلوغ، يجب أن تخرج البويضة من مرحلة الخمول وتعود إلى الانقسام الاختزالي من أجل حدوث الإباضة.
تُشخص عادة تشوهات نضج الخلايا البيضية عند النساء اللواتي يحاولن التخصيب في المختبر (IVF)، ويشمل فشل المبايض المبكر (POI)، والخلايا البيضية المتدهورة والمشوهة، ومتلازمة البويضات الفارغة (EFS)، وتوقف نضج الخلايا البيضية، ومتلازمة المبيض المقاوم.
- لا تعتبر الخلايا البيضية المتحللة والمشوهة نادرة في التكاثر المساعد. تصنف الخلايا البيضية المتحللة على أنها بويضات تالفة أو بويضات من دون منطقة شفافة. الخلايا البيضية المشوهة هي بويضات ذات خصائص فيزيائية غير طبيعية، مثل وجود نوى متعددة.
- متلازمة البويضات الفارغة هي حالة تحدث عندما لا تنتج الخلايا البيضية من الجريب الناضج بعد حدوث الإباضة في دورات الإخصاب في المختبر (IVF).
- يمكن تصنيف توقف نضج الخلايا البيضية إلى خمسة أنواع مختلفة من التوقف، اعتمادًا على مرحلة النضج التي تقف الخلية عندها: توقف الحويصلة الجنسية (GV)، وتوقف الانقسام الاختزالي الأول (MI)، وتوقف الانقسام الاختزالي الثاني (MII)، وتوقف الحويصلة الجنسية والانقسام الاختزالي الأول سويًا.
- تحدث متلازمة المبيض المقاوم عندما لا تستجيب البويضة لإشارات الهرمونات الطبيعية، وتزيد من مستويات الهرمون المنبه للجريب (FSH) والهرمون اللوتيني (LH). غالبًا ما يُلاحَظ ثبات الخلايا البيضية غير الناضجة في هذه الحالة.